# Trieces texanus
Trieces texanus är en stekelart som först beskrevs av Cresson 1872.  Trieces texanus ingår i släktet Trieces och familjen brokparasitsteklar. Inga underarter finns listade i Catalogue of Life.